# Communistische Partij van India
De Communistische Partij van India (CPI) is een communistische politieke partij in India. De partij moet niet verward worden met de andere grote communistische partij in India, de Communistische Partij van India (Marxistisch) (CPI (M)). De CPI was altijd zeer trouw aan de lijn van de Sovjet-Unie
De CPI claimt in India te zijn opgericht, in 1925 in Kanpur, maar dit wordt betwist door de afsplitsing CPI (M). Volgens de CPI (M) is de communistische partij opgericht in de Sovjet-Unie, in 1920 in de stad Tasjkent.

## Geschiedenis

### Tijdens de Britse koloniale overheersing
De communisten werden door de Britse koloniale regering onderdrukt, en de leiders werden achter tralies gezet. De communistische partij verzette zich niet alleen tegen de Britse regering, maar ook tegen de onafhankelijkheidsbeweging die door Gandhi geleid werd. De CPI veroordeelde fel andere communistische bewegingen die met de Gandhi's Congrespartij samenwerking aangingen, door hen te beschuldigden van "rood fascisme". De CPI richtte een Boycot Gandhi Commitee op, wat later werd omgedoopt tot de Liga tegen Gandhisme.
Halverwege de jaren 30 besloot de Comintern dat de CPI met de onafhankelijkheidsbeweging van Gandhi moest samenwerken. De CPI maakte een draai van 180 graden. De communisten werden onderdeel van het socialistische deel in de Congrespartij, die zij daarvoor nog fascistisch hadden genoemd, en wisten in de regio Kerala de onafhankelijkheidsbeweging te domineren. In 1942 werd de CPI gelegaliseerd, omdat het Verenigd Koninkrijk en de Sovjet-Unie bondgenoten waren in de Tweede Wereldoorlog.

### Sinds de onafhankelijkheid
In het gebied waar de communisten zo sterk waren geweest, Kerala (toen nog Travancore-Cochin), werd het hen in 1952 verboden om mee te doen aan de verkiezingen. Vijf jaar later, in 1957, wist de CPI de verkiezingen in Kerala te winnen. Het was de eerste keer in India dat de Congrespartij een deelstaatverkiezing verloor. De Communistische Partij van China van Mao bekritiseerde de CPI voor haar deelname aan een democratische regering.
De nieuwe communistische regering probeerde onder leiding van E. M. S. Namboodiripad in Kerala onderwijs- en landbouwhervormingen door te voeren. Dit stuitte op erg veel verzet van religieuze groepen en gevestigde belangen. Indira Gandhi wist haar vader Nehru, de toenmalige premier van India, er in 1959 van te overtuigen de communistische regering in Kerala af te laten zetten door de centrale Indiase regering.

#### Splitsing
Doordat de Sovjet-Unie en India nauwe banden ontwikkelden, werd de CPI door Sovjet-Unie gevraagd haar kritiek op de Indiase regering te matigen. Veel communisten in de CPI voelden daar echter weinig voor, omdat ze India als een feodale kastenmaatschappij zagen. Tegelijkertijd was er internationaal een splitsing ontstaan tussen de Sovjet-Unie en de Chinese communisten. In India werden de communisten die zich niet loyaal opstelden richting de Indiase regering opgepakt omdat ze ervan beschuldigd werden pro-Chinees te zijn, ten tijde van de Chinees-Indiase Oorlog.
De communisten die overbleven in de CPI waren loyaal aan de Sovjet-Unie en India. De communisten die het daar niet mee eens waren verenigden zich in de Communistische Partij van India (Marxistisch). Zij werden echter massaal opgepakt.

#### Noodtoestand
De CPI was zelfs zo trouw aan het beleid van de centrale Indiase regering, dat het als enige partij Indira Gandhi steunde, toen zij in 1975 de noodtoestand uitriep. Alle deelstaatregeringen waar de Congrespartij niet aan meedeed werden weggestuurd. In deze periode werden oppositieleiders opgepakt, burgerlijke vrijheden opgeschort en verkiezingen uitgesteld. Indira Gandhi was echter een bondgenoot van de Sovjet-Unie, en de CPI was trouw aan de Sovjet-Unie.